# Sancho von Aragón
Sancho von Aragón (katalanisch Sanç d’Aragó; * um 1250; † 21. Oktober 1275 bei Martos) war ein aragónesischer Infant und von 1266 bis 1275 ein Erzbischof von Toledo aus dem Haus Barcelona. Er war ein Sohn des Königs Jakob I. von Aragón und der Yolanda von Ungarn.
Sancho gehörte dem Mercedarierorden an und wurde 1266 zum Erzbischof von Toledo gewählt. Als 1275 die Meriniden unter Abu Yusuf Yaqub von Afrika aus nach Spanien übersetzten, engagierte sich Sancho mit einem Heer aus Rittern und kommunalen Miliztruppen aktiv am Kampf gegen diese Invasion. Von Papst Gregor X. wurde sein Feldzug mit allen Ablässen eines Kreuzzugs ausgestattet. Als Sancho in Jaén von einem Plünderungszug der mit den Meriniden verbündeten Nasriden bei der Burg von Martos erfuhr, die dem Calatravaorden unterstand, entschloss er sich zur Bekämpfung der Nasriden. Die Ankunft auf ein Verstärkungsheer unter Lope Díaz III. de Haro wollte er nicht mehr abwarten, da er den vermeintlich sicheren Sieg nicht mit diesem zu teilen gedachte. Bei Martos aber war Sancho den zahlenmäßig deutlich überlegenen Nasriden nicht gewachsen und wurde von diesen nach seiner Niederlage gefangen genommen. Als die Nasriden sich nicht darauf einigen konnten, an welchen maurischen Herrscher sie ihn ausliefern sollten, enthaupteten sie ihn und schlugen ihm auch die Hand mit dem Bischofsring ab. Der einen Tag später am Schlachtfeld erschienene Don Lope Díaz konnte die Herausgabe von Sanchos Leichnam samt Kopf und Hand aushandeln, die zusammen in der Kathedrale von Toledo bestattet wurden.